# Ramón Castillo
Ramón S. Castillo Barrionuevo (20. studenog 1873. – 12. listopada 1944.) bio je konzervativni argentinski političar koji je služio kao predsjednik Argentine od 27. lipnja 1942. do 4. lipnja 1943. godine. Bio je vodeća figura u razdoblju poznatom kao neslavno desetljeće koje su označavale izborne prijevare, korupcija i vladavina konzervativnih zemljoposjednika koji su vodili savez poznat kao Concordancia (Sloga).

## Ime
Njegovo pravo ime bilo je Ramón Antonio Castillo Barrionuevo, a potpisivao se kao Ramón A. Castillo Barrionuevo. Međutim, kako bi spriječio da mu ime izgovaraju kao Ramóna (što je žensko ime), on je promijenio srednji incijal iz A u S iako nikad nije pojasnio umjesto kojeg imena stoji incijal S.

## Životopis
Castillo je diplomirao pravo na Sveučilištu u Buenos Airesu (UBA) i počeo sudsku karijeru. On je došao na Žalbenu komoru trgovačkog prava prije odlaska u mirovinu te se posvetio predavanju. Bio je profesor i dekan na UBA između 1923. i 1928. godine. Imenovan je za saveznog posrednika u pokrajini Tucuman 1930. godine. Od 1932. do 1935. bio je izabran u argentinski Senat za pokrajinu Catamarca kao član Nacionalne demokratske stranke i bio je ministar unutarnjih poslova.
Od 1938. do 1942., Castillo je potpredsjednik Argentine pod predsjednikom Robertom Ortizom, koji je osvojio izbore na prijevaru, na čelu Concordancije. On je služio kao vršitelj dužnosti predsjednika od 12. kolovoza 1940. do 27. lipnja 1942., zbog bolesti predsjednika Ortiza, koji nije dao ostavku sve do manje od mjesec dana prije svoje smrti. Svrgnut je vojnim udarom 1943. usred nepopularnog pokušaja nametanja Robustiana Patróna Costasa kao svog nasljednika.

## Predsjedavanje
Castillo je nastavio vanjsku politiku svog prethodnika, održavanje neutralnosti Argentine u Drugom svjetskom ratu, što je potez potaknut trendovima pronjemačkih i prosavezničkih strujanja što je izazivalo podjele u vojsci i cijelom društvu Argentine. Potreba za održavanjem pomorske opskrbe dovela ga je do nastanka državne trgovačke flote, koja je utemeljena kupnjom zaraćenih plovila usidrenih u argentinskim lukama. Poduzimao je i druge nacionalističke mjere, poput oduzimanja koncesije za luku u Rosariju, u rukama francuskog operatera, nacionalizacije britanske tvrtke "Compañía Primitiva de Gas", utemeljenjem Uprave za vojnu industriju i otvaranjem rudnika Altos Hornos Zapla.
U politici je održavao čvrstu autoritarnu politiku, ramještajući ministarske portfelje s lakoćom i raspuštanjem Zakonodavnog vijeća Buenosa Airesa zbog optužbe za korupciju u prema njemu samom. Njegov je cilj bio konsolidirati posredničku moć svoje Nacionalne demokratske stranke u obliku konzervativne stranačke baze raspuštajući Slogu čije je daljnje djelovanje bilo upitno, zbog politike prema izbornim prijevama od strane prethodnog predsjednika Roberta Ortiza, i imao je podršku radikala antipersonalista, socijalista i radikalne građanske unije koju je predvodio Marcelo T. de Alvear. Njegova smrt u ožujku 1942. uzrokovala je među oporbenima strankama ozbiljne rasprave oko mogućnosti formiranja "Narodnog fronta" donoseći kandidaturu generala Augustina P. Justa. S obzirom na to politički horizont, Castillo je pojačao izbornu strategiju konzervativaca bivajući prvi pokus u tom smjeru, te intervenirao u Izborni kolegij provincije Tucuman, u studenom 1942., kako bi se spriječila pobjeda radikalnog oporbenog kandidata Marija Miguela Campera. 
Povratak najgorim praksama krivotvorenja volje birača i praksi izbornog nasilja kao uobičajenog postupka za rješavanje sukoba, doveo je do neizvjesne ravnotežu moći s vojskom. Justova smrt, 11. siječnja 1943., uništila je mogućnost oporbenog saveza koji bi blokirao Castillovu vladu, dok je bio aktualan pokušaj nametanja konzervativnog predsjedničkog kandidata Robustiana Patróna Costasa, predsjednika Senata i zloglasnog biznismena iz područja prerade šećera. 
Suprotstavljenosti između "pro-savezničkih", "neutralnih" i "pro-njemačkih" struja postale su izraženije, uz pretpostavku da će Castillo koristiti sve resurse prijevare kako bi nametnuo svog nasljednika za predsjednika. Castillo je ostao neutralist uglavnom podržavan od vojske, ali izoliran od Sloge. Smrt Justa Castillu dovela je do predaha, međutim socijalisti i liberalni demokrati pokušali su predložiti jedinstvenog predsjedničkog kandidata u osobi ministra rata, generala Pedra Pabla Ramireza. Shvaćajući ta okupljanja, Castillo je tražio ostavku ministra i pokušao nametnuti Robustiana Patróna Costasa kao svog nasljednika. Svrgnut je 4. lipnja 1943.
Juan Domingo Perón bio je niži časnik u tom državnom udaru. 

## Smrt
Dana, 12. listopada 1944., petnaest mjeseci nakon svrgavanja, Castillo je umro u pokrajini Buenos Aires.